# Phaneromerium minimum
Phaneromerium minimum är en mångfotingart som beskrevs av Kraus 1954. Phaneromerium minimum ingår i släktet Phaneromerium och familjen Fuhrmannodesmidae. Inga underarter finns listade i Catalogue of Life.